# Saint-Saturnin-de-Lenne
Pour les articles homonymes, voir Saint-Saturnin.
Saint-Saturnin-de-Lenne est une commune française, située dans le département de l'Aveyron en région Occitanie. Ses habitants sont appelés les Saint-Saturninois.
C'est sur cette commune que se trouve La Roque-Valzergue, lieu de l'ancien siège de la justice d'une des quatre châtellenies de la Sénéchaussée de Rouergue.
Le patrimoine architectural de la commune comprend un immeuble protégé au titre des monuments historiques : l'église Saint-Saturnin, classée en 1924.

## Géographie

### Communes limitrophes
Les communes limitrophes sont  Campagnac, La Capelle-Bonance, Saint Geniez d'Olt et d'Aubrac, Saint-Martin-de-Lenne et Sévérac d'Aveyron.

### Hydrographie

#### Réseau hydrographique

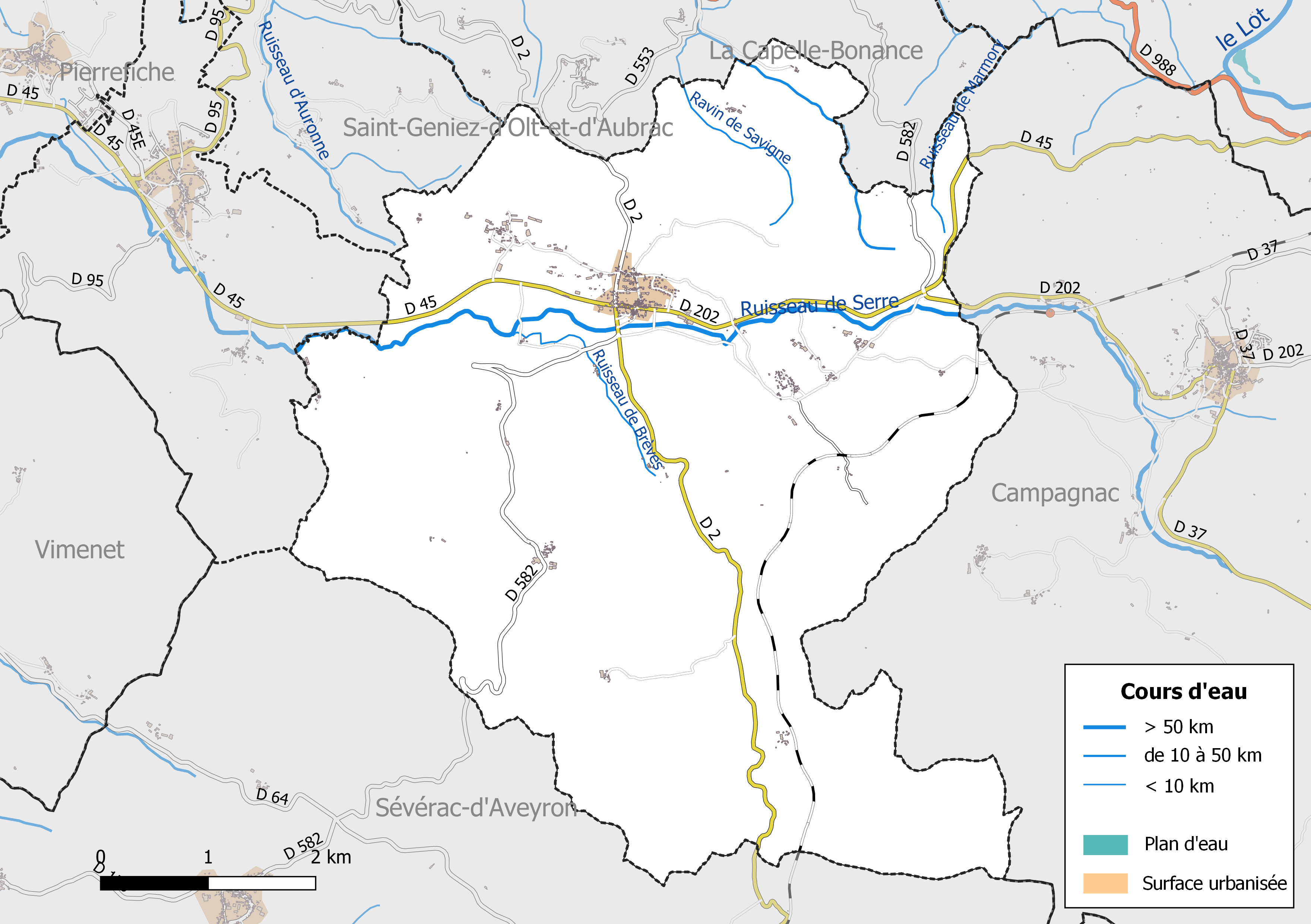
Réseaux hydrographique et routier de Saint-Saturnin-de-Lenne.

La commune est drainée par le Ruisseau de Serre, le ruisseau de Nozeran, le ravin de Savigne, le ruisseau de Brèves, le ruisseau de Marmory et par divers petits cours d'eau.
Le Ruisseau de Serre, d'une longueur totale de 29,4 km, prend sa source dans la commune de Campagnac et se jette  dans l'Aveyron à Palmas d'Aveyron, après avoir arrosé 6 communes.

#### Gestion des cours d'eau
La gestion des cours d’eau situés dans le bassin de l’Aveyron est assurée par l’établissement public d'aménagement et de gestion des eaux (EPAGE) Aveyron amont, créé le 1er janvier 2017, en remplacement du syndicat mixte du bassin versant Aveyron amont,,.

### Climat
Pour des articles plus généraux, voir Climat de l'Occitanie et Climat de l'Aveyron.
En 2010, le climat de la commune est de type climat des marges montargnardes, selon une étude s'appuyant sur une série de données couvrant la période 1971-2000. En 2020, Météo-France publie une typologie des climats de la France métropolitaine dans laquelle la commune est exposée à un climat de montagne et est dans la région climatique Sud-est du Massif Central, caractérisée par une pluviométrie annuelle de 1 000 à 1 500 mm, minimale en été, maximale en automne.
Pour la période 1971-2000, la température annuelle moyenne est de 10,5 °C, avec une amplitude thermique annuelle de 15,8 °C. Le cumul annuel moyen de précipitations est de 1 059 mm, avec 11,4 jours de précipitations en janvier et 6 jours en juillet. Pour la période 1991-2020, la température moyenne annuelle observée sur la station météorologique la plus proche, située sur la commune de Saint Geniez d'Olt et d'Aubrac à 6 km à vol d'oiseau, est de 9,0 °C et le cumul annuel moyen de précipitations est de 1 456,2 mm,. Pour l'avenir, les paramètres climatiques de la commune estimés pour 2050 selon différents scénarios d'émission de gaz à effet de serre sont consultables sur un site dédié publié par Météo-France en novembre 2022.

### Milieux naturels et biodiversité

#### Espaces protégés
La protection réglementaire est le mode d’intervention le plus fort pour préserver des espaces naturels remarquables et leur biodiversité associée.
Dans ce cadre, la commune fait partie d'un espace protégé, le Parc naturel régional des Grands Causses, créé en 1995 et d'une superficie de 327 937 ha, s'étend sur 97 communes. Ce territoire rural habité, reconnu au niveau national pour sa forte valeur patrimoniale et paysagère, s’organise autour d’un projet concerté de développement durable, fondé sur la protection et la valorisation de son patrimoine,,.

#### Zones naturelles d'intérêt écologique, faunistique et floristique
L’inventaire des zones naturelles d'intérêt écologique, faunistique et floristique (ZNIEFF) a pour objectif de réaliser une couverture des zones les plus intéressantes sur le plan écologique, essentiellement dans la perspective d’améliorer la connaissance du patrimoine naturel national et de fournir aux différents décideurs un outil d’aide à la prise en compte de l’environnement dans l’aménagement du territoire.
Le territoire communal de Saint-Saturnin-de-Lenne comprend deux ZNIEFF de type 1,, 
le « Bois de Croses » (244,5 ha), couvrant 2 communes du département ;
et le « Causse d'Orbis et bois de la Favarède » (114,10 ha), couvrant 3 communes du département
et une ZNIEFF de type 2,, 
le « Causse de Sévérac » (3 710 ha), qui s'étend sur 6 communes de l'Aveyron.

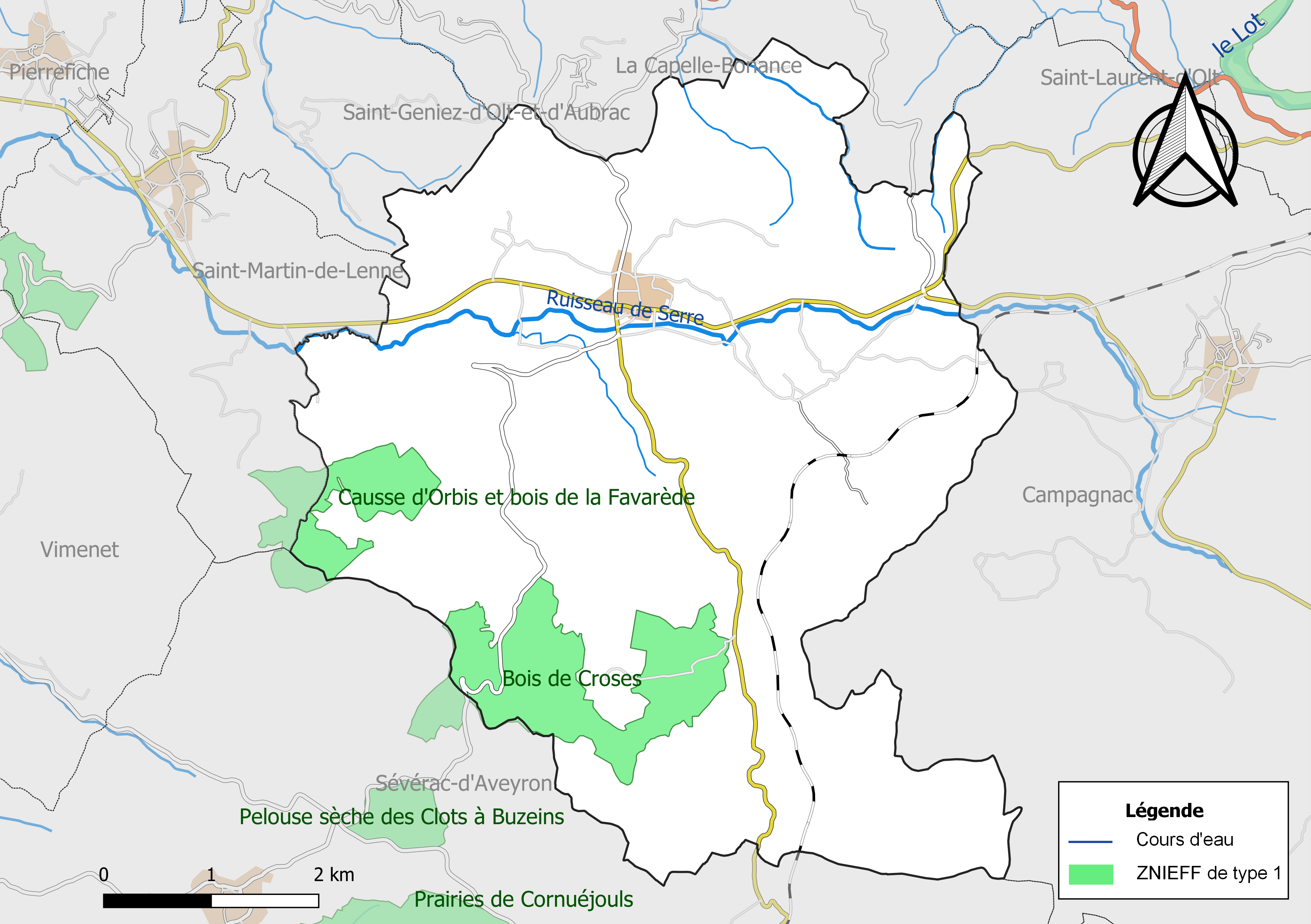
Carte des ZNIEFF de type 1 de la commune.
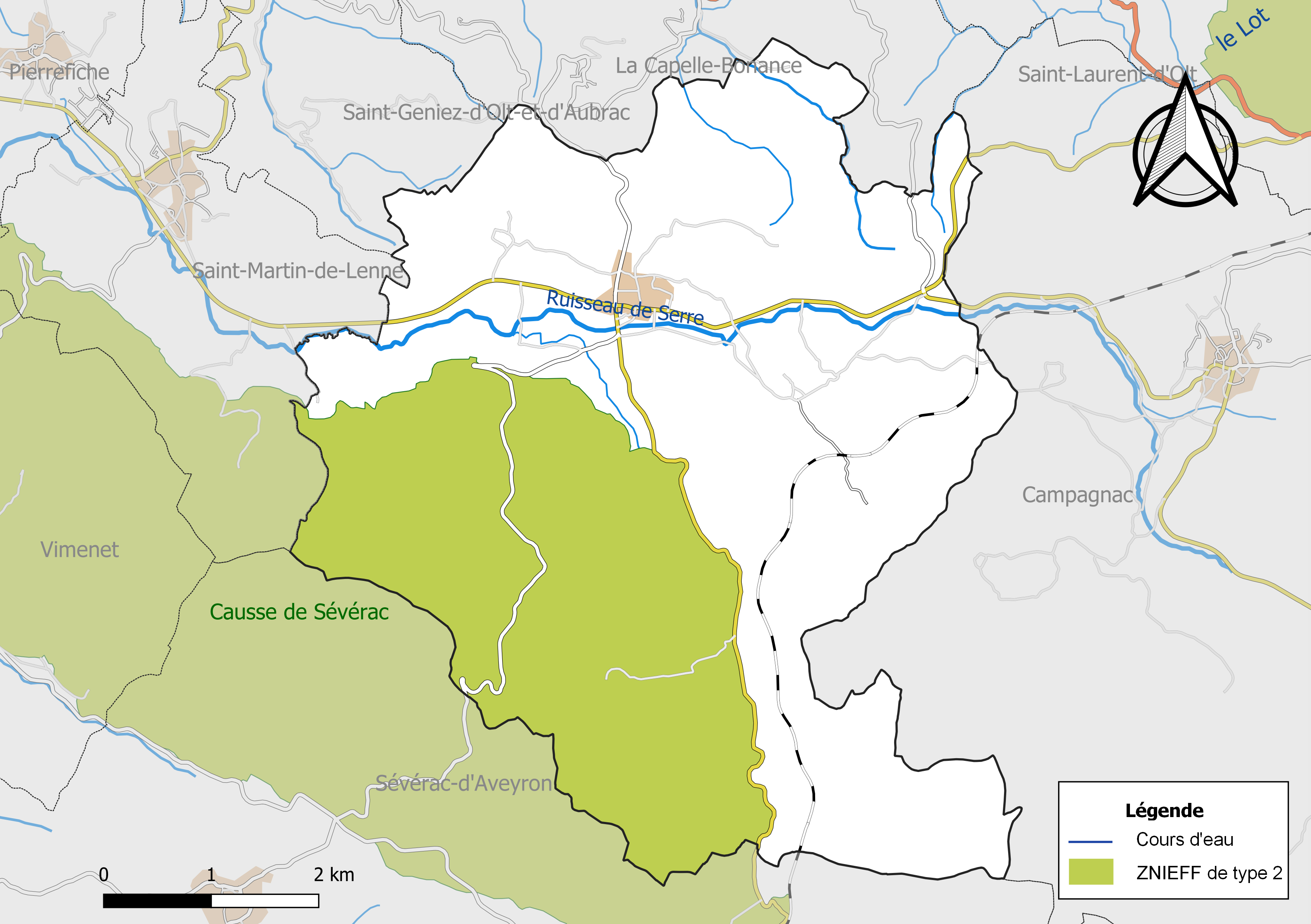
Carte de la ZNIEFF de type 2 de la commune.

## Urbanisme

### Typologie
Au 1er janvier 2024, Saint-Saturnin-de-Lenne est catégorisée commune rurale à habitat dispersé, selon la nouvelle grille communale de densité à sept niveaux définie par l'Insee en 2022.
Elle est située hors unité urbaine et hors attraction des villes,.

### Occupation des sols

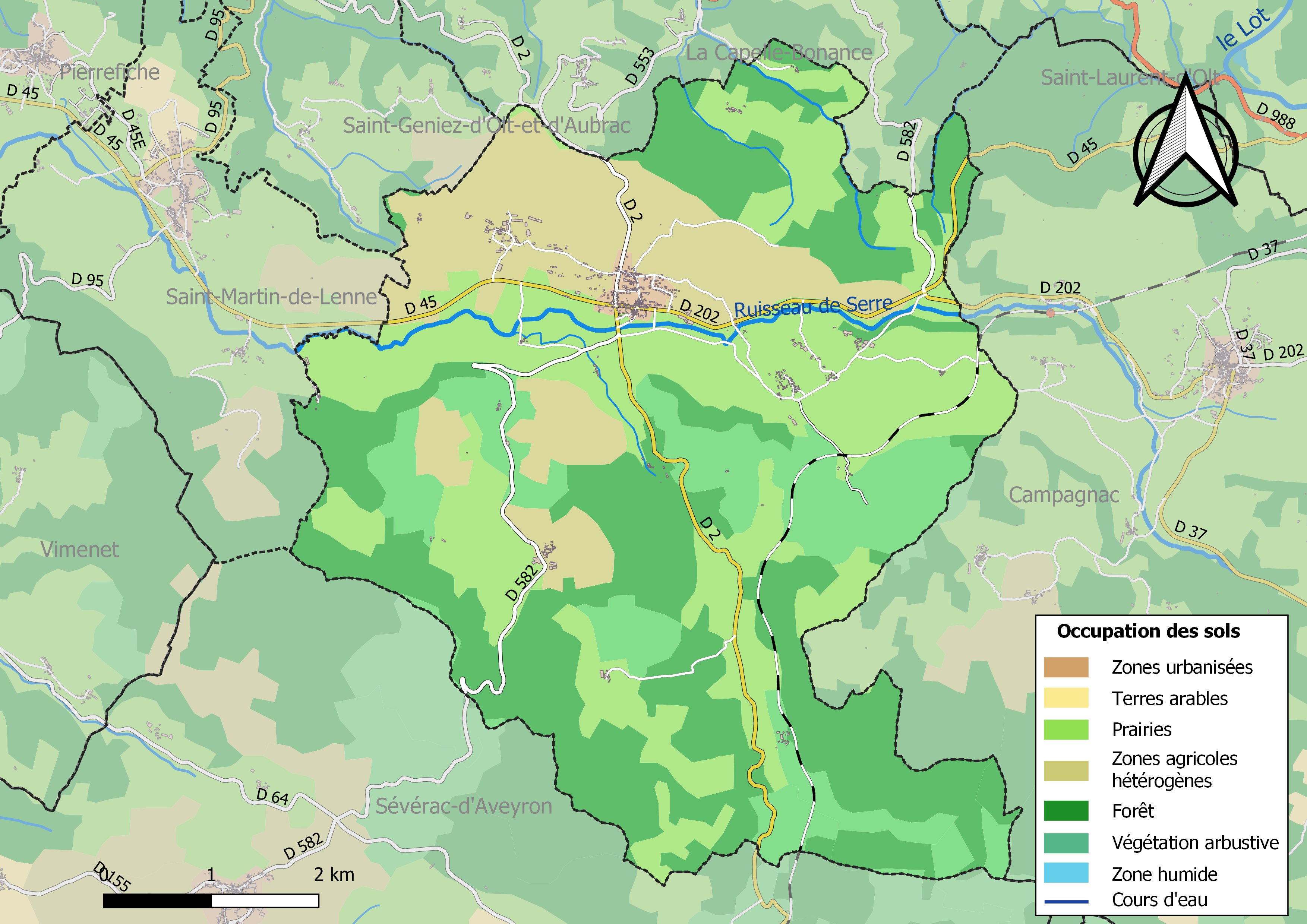
Infrastructures et occupation des sols de la commune de Saint-Saturnin-de-Lenne.

L'occupation des sols de la commune, telle qu'elle ressort de la base de données européenne d’occupation biophysique des sols Corine Land Cover (CLC), est marquée par l'importance des territoires agricoles (51,3 % en 2018), en augmentation par rapport à 1990 (45,2 %). La répartition détaillée en 2018 est la suivante : 
prairies (34,7 %), forêts (30,5 %), milieux à végétation arbustive et/ou herbacée (16,7 %), zones agricoles hétérogènes (16,6 %), zones urbanisées (0,8 %), zones industrielles ou commerciales et réseaux de communication (0,7 %).

### Planification
La commune disposait en 2017 d'une carte communale approuvée.

### Risques majeurs
Le territoire de la commune de Saint-Saturnin-de-Lenne est vulnérable à différents aléas naturels : climatiques (hiver exceptionnel ou canicule), feux de forêts et séisme (sismicité faible).
Il est également exposé à un risque technologique, le transport de matières dangereuses, et à un risque particulier, le risque radon,.

#### Risques naturels
Le Plan départemental de protection des forêts contre les incendies découpe le département de l’Aveyron en sept « bassins de risque » et définit une sensibilité des communes à l’aléa feux de forêt (de faible à très forte). La commune est classée en sensibilité forte.
Les mouvements de terrains susceptibles de se produire sur la commune sont soit des mouvements liés au retrait-gonflement des argiles, soit des effondrements liés à des cavités souterraines. Le phénomène de retrait-gonflement des argiles est la conséquence d'un changement d'humidité des sols argileux. Les argiles sont capables de fixer l'eau disponible mais aussi de la perdre en se rétractant en cas de sécheresse. Ce phénomène peut provoquer des dégâts très importants sur les constructions (fissures, déformations des ouvertures) pouvant rendre inhabitables certains locaux. La carte de zonage de cet aléa peut être consultée sur le site de l'observatoire national des risques naturels Géorisques. Une autre carte permet de prendre connaissance des cavités souterraines localisées sur la commune,.

#### Risques technologiques
Le risque de transport de matières dangereuses sur la commune est lié à sa traversée par une route à fort trafic et une ligne de chemin de fer. Un accident se produisant sur de telles infrastructures est en effet susceptible d’avoir des effets graves au bâti ou aux personnes jusqu’à 350 m, selon la nature du matériau transporté. Des dispositions d’urbanisme peuvent être préconisées en conséquence.

#### Risque particulier
Dans plusieurs parties du territoire national, le radon, accumulé dans certains logements ou autres locaux, peut constituer une source significative d’exposition de la population aux rayonnements ionisants. Toutes les communes du département sont concernées par le risque radon à un niveau plus ou moins élevé. Selon le dossier départemental des risques majeurs du département établi en 2013, la commune de Saint-Saturnin-de-Lenne est classée à risque moyen à élevé. Un décret du 4 juin 2018 a modifié la terminologie du zonage définie dans le code de la santé publique et a été complété par un arrêté du 27 juin 2018 portant délimitation des zones à potentiel radon du territoire français. La commune est désormais en zone 3, à savoir zone à potentiel radon significatif.

## Histoire

### Époque moderne
Le 23 avril 1791 plusieurs tenanciers font appel à François Bernié feudiste pour évaluer leurs droits féodaux dus au Sieur de la Mathe sur le ci-devant  "fief du Bousquet et Puech-Meja ou Rasigals" dans l'intention de les racheter suivant le décret de l'assemblée du 3 mai 1790. Le seigneur se présente muni d'aucun titre ! Mais les tenanciers exhibent des reconnaissances des années 1673, 1515, 1460. La plus ancienne est choisie comme référence. Ailleurs et plus souvent, les paysans ont refusé de payer leurs rentes et brûlent les titres féodaux !

## Politique et administration

### Découpage territorial
La commune de Saint-Saturnin-de-Lenne est membre de la communauté de communes Des Causses à l'Aubrac, un établissement public de coopération intercommunale (EPCI) à fiscalité propre créé le 1er janvier 2017 dont le siège est à Palmas d'Aveyron. Ce dernier est par ailleurs membre d'autres groupements intercommunaux.
Sur le plan administratif, elle est rattachée à l'arrondissement de Rodez, au département de l'Aveyron et à la région Occitanie. Sur le plan électoral, elle dépend du  canton de Tarn et Causses pour l'élection des conseillers départementaux, depuis le redécoupage cantonal de 2014 entré en vigueur en 2015, et de la troisième circonscription de l'Aveyron  pour les élections législatives, depuis le dernier découpage électoral de 2010.

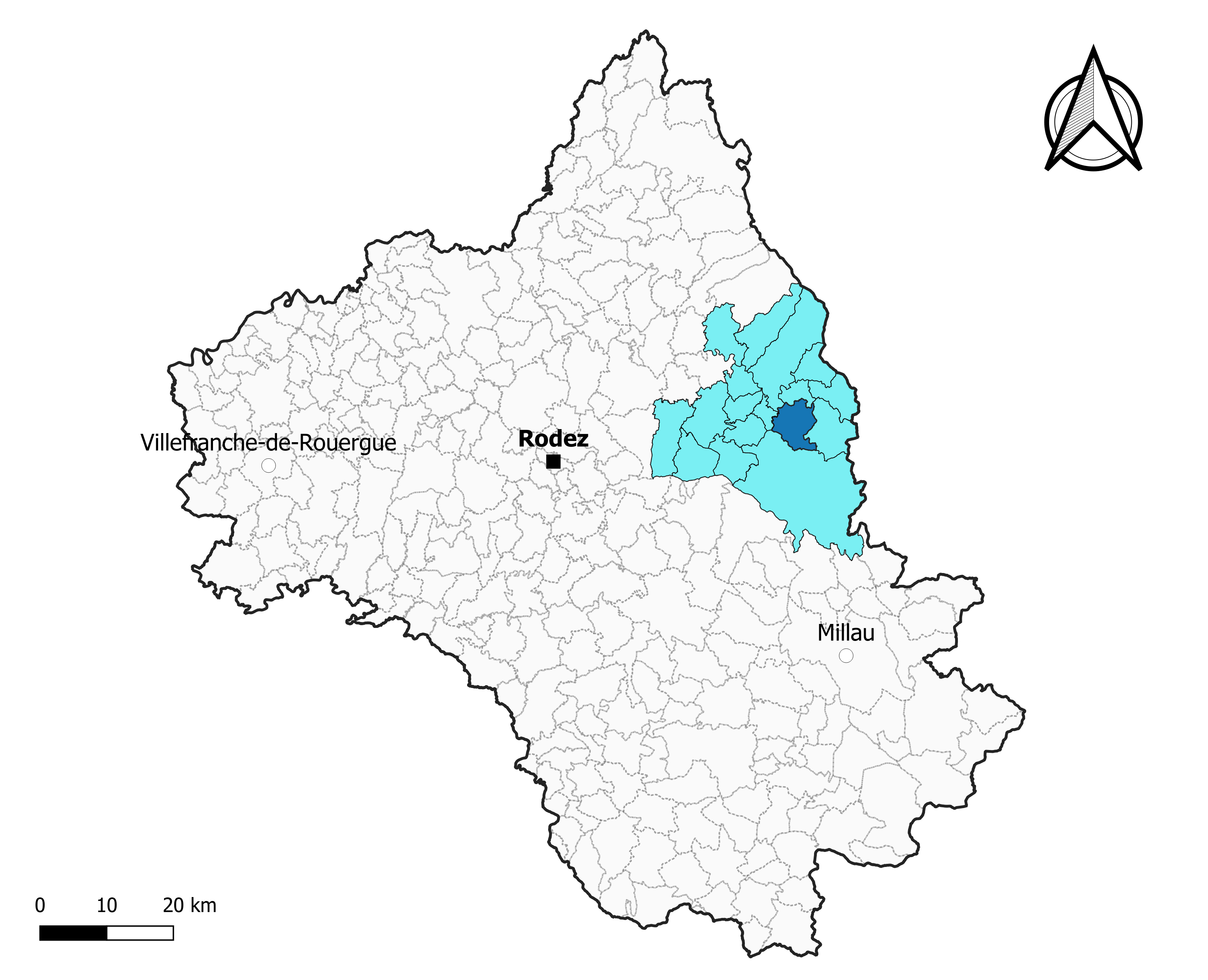
Saint-Saturnin-de-Lenne dans l'intercommunalité en 2020.
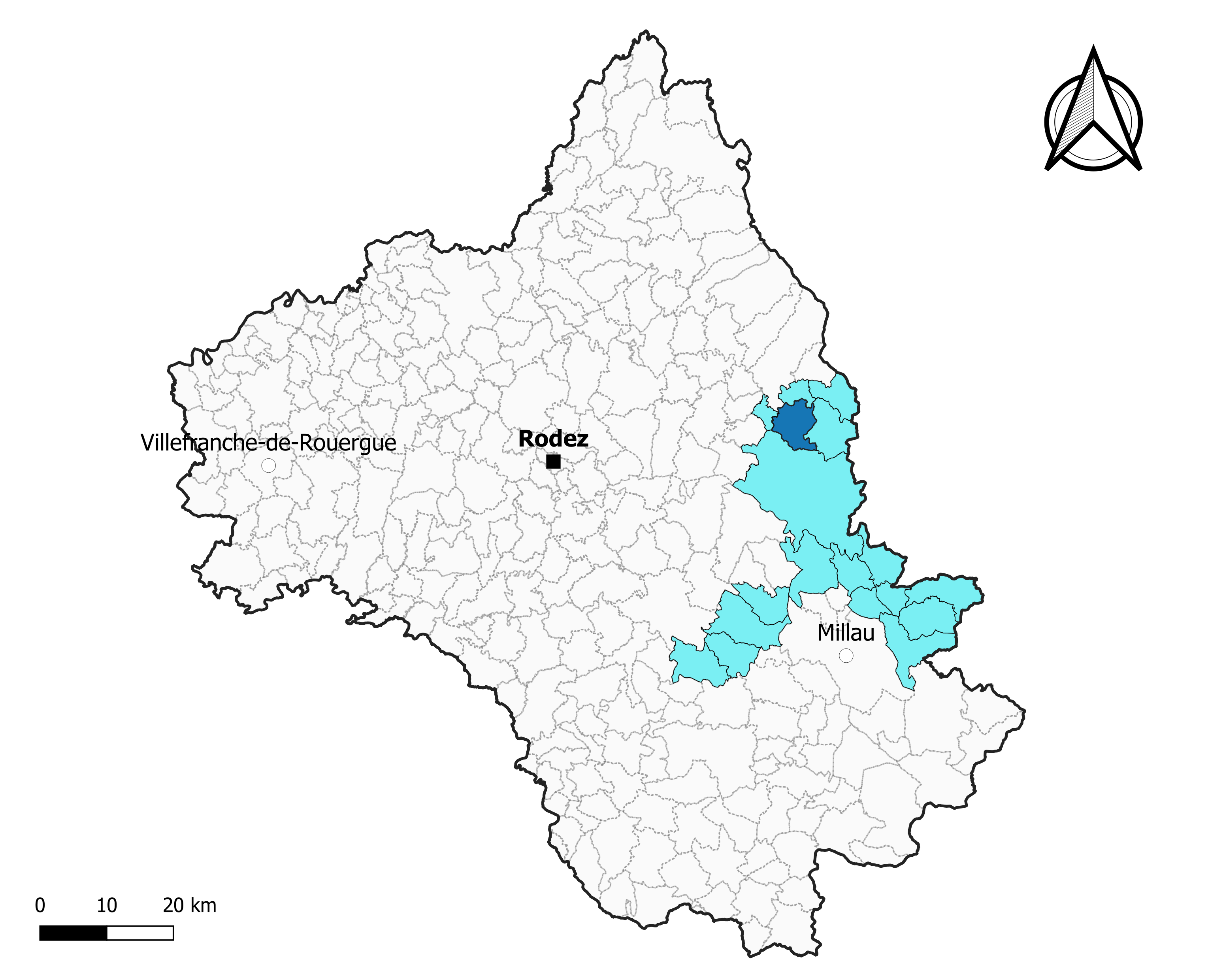
Saint-Saturnin-de-Lenne dans le canton de Tarn et Causses en 2020.
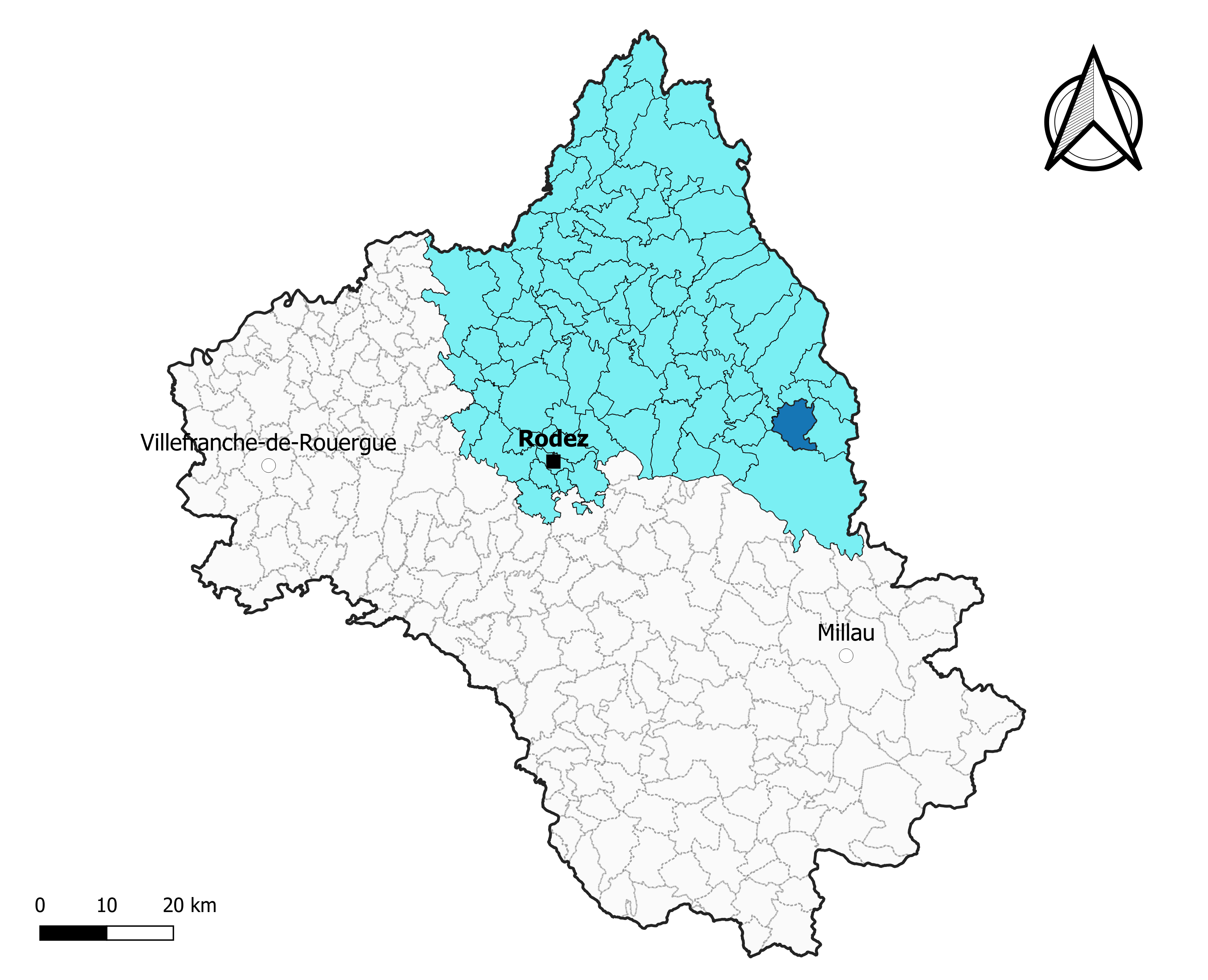
Saint-Saturnin-de-Lenne dans l'arrondissement de Rodez en 2020.

### Élections municipales et communautaires

#### Élections de 2020
Le conseil municipal de Saint-Saturnin-de-Lenne, commune de moins de 1 000 habitants, est élu au scrutin majoritaire plurinominal à deux tours avec candidatures isolées ou groupées et possibilité de panachage. Compte tenu de la population communale, le nombre de sièges à pourvoir lors des élections municipales de 2020 est de 11. Sur les vingt-deux candidats en lice, onze sont élus dès le premier tour, le 15 mars 2020, correspondant à la totalité des sièges à pourvoir, avec un taux de participation de 48,05 %.
Yves Bioulac est élu nouveau maire de la commune le 25 mai 2020.
Dans les communes de moins de 1 000 habitants, les conseillers communautaires sont désignés parmi les conseillers municipaux élus en suivant l’ordre du tableau (maire, adjoints puis conseillers municipaux) et dans la limite du nombre de sièges attribués à la commune au sein du conseil communautaire. Un siège est attribué à la commune au sein de la communauté de communes Des Causses à l'Aubrac.

#### Liste des maires
| Période                                  | Période  | Identité         | Étiquette | Qualité                                   |
| ---------------------------------------- | -------- | ---------------- | --------- | ----------------------------------------- |
| 2001                                     | 2008     | François Molinié |           |                                           |
| 2008                                     | mai 2020 | Gérard Affre     |           | Retraité d'une entreprise publique        |
| mai 2020                                 | En cours | Yves Bioulac,    |           | Ingénieur ou cadre technique d'entreprise |
| Les données manquantes sont à compléter. |          |                  |           |                                           |

## Démographie

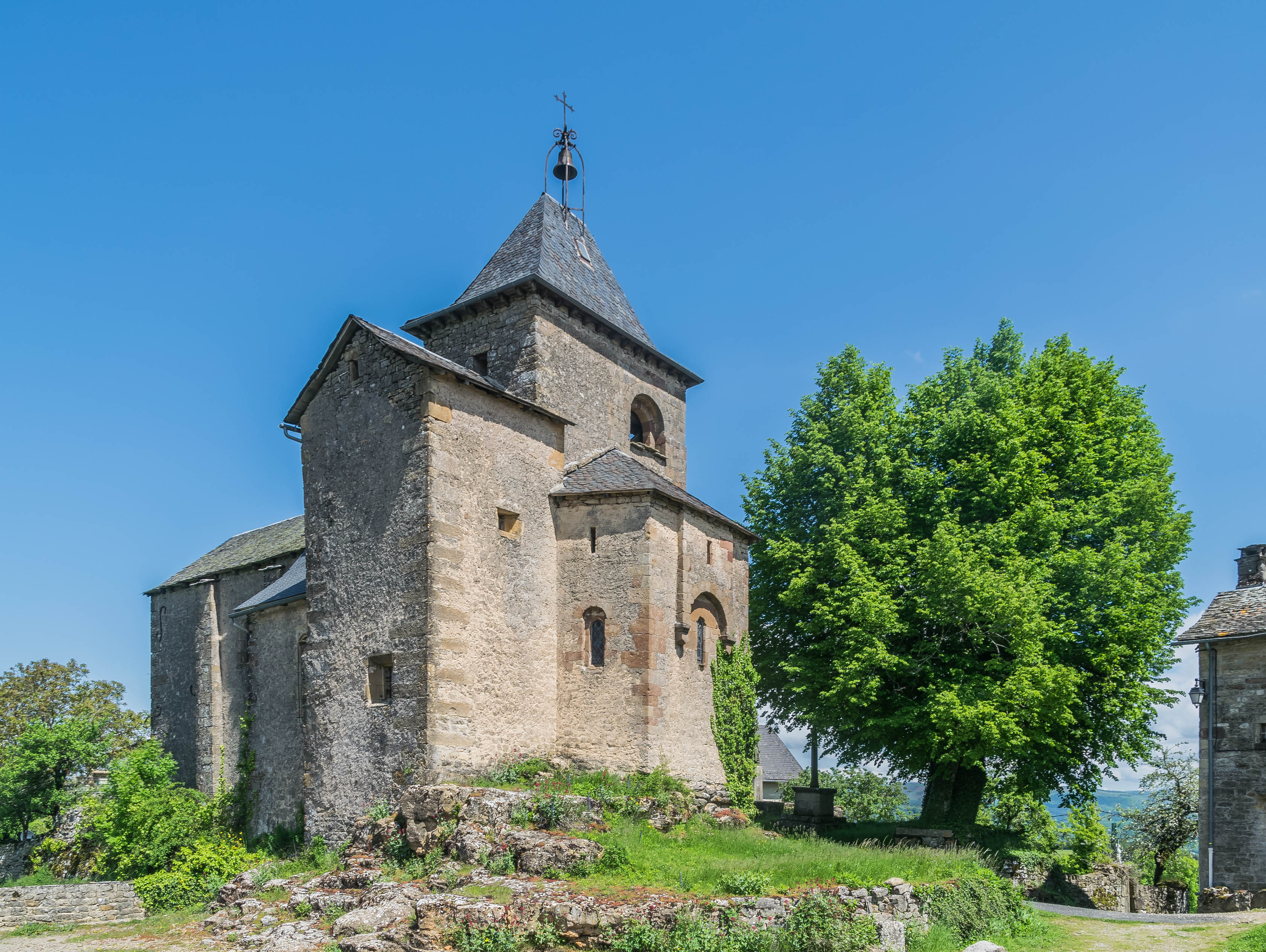
Église Saint-Jean-Baptiste de La Roque-Valzergues

L'évolution du nombre d'habitants est connue à travers les recensements de la population effectués dans la commune depuis 1793. Pour les communes de moins de 10 000 habitants, une enquête de recensement portant sur toute la population est réalisée tous les cinq ans, les populations de référence des années intermédiaires étant quant à elles estimées par interpolation ou extrapolation. Pour la commune, le premier recensement exhaustif entrant dans le cadre du nouveau dispositif a été réalisé en 2006.

En 2022, la commune comptait 325 habitants, en évolution de +7,62 % par rapport à 2016 (Aveyron : +0,37 %, France hors Mayotte : +2,11 %).
| 1793 | 1800  | 1806  | 1821  | 1831  | 1836  | 1841  | 1846  | 1851  |
| ---- | ----- | ----- | ----- | ----- | ----- | ----- | ----- | ----- |
| 917  | 1 196 | 2 238 | 2 268 | 2 211 | 2 307 | 1 675 | 1 149 | 1 113 |

| 1856  | 1861  | 1866  | 1872 | 1876 | 1881  | 1886  | 1891  | 1896 |
| ----- | ----- | ----- | ---- | ---- | ----- | ----- | ----- | ---- |
| 1 044 | 1 105 | 1 103 | 978  | 983  | 1 085 | 1 026 | 1 034 | 950  |

| 1901 | 1906 | 1911 | 1921 | 1926 | 1931 | 1936 | 1946 | 1954 |
| ---- | ---- | ---- | ---- | ---- | ---- | ---- | ---- | ---- |
| 895  | 865  | 795  | 659  | 663  | 622  | 646  | 616  | 538  |

| 1962 | 1968 | 1975 | 1982 | 1990 | 1999 | 2006 | 2011 | 2016 |
| ---- | ---- | ---- | ---- | ---- | ---- | ---- | ---- | ---- |
| 520  | 505  | 457  | 406  | 379  | 365  | 353  | 336  | 302  |

| 2021 | 2022 | - | - | - | - | - | - | - |
| ---- | ---- | - | - | - | - | - | - | - |
| 311  | 325  | - | - | - | - | - | - | - |

## Économie

### Revenus
En 2018  (données Insee publiées en septembre 2021), la commune compte 149 ménages fiscaux, regroupant 286 personnes. La médiane du revenu disponible par unité de consommation est de 20 830 € (20 640 € dans le département).

### Emploi
| Division       | 2008  | 2013  | 2018   |
| -------------- | ----- | ----- | ------ |
| Commune        | 1,6 % | 6,5 % | 10,1 % |
| Département    | 5,4 % | 7,1 % | 7,1 %  |
| France entière | 8,3 % | 10 %  | 10 %   |

En 2018, la population âgée de 15 à 64 ans s'élève à 152 personnes, parmi lesquelles on compte 80,2 % d'actifs (70,1 % ayant un emploi et 10,1 % de chômeurs) et 19,8 % d'inactifs,. En  2018, le taux de chômage communal (au sens du recensement) des 15-64 ans est supérieur à celui du département et de la France, alors qu'en 2008 la situation était inverse.
La commune est hors attraction des villes,. Elle compte 83 emplois en 2018, contre 95 en 2013 et 90 en 2008. Le nombre d'actifs ayant un emploi résidant dans la commune est de 106, soit un indicateur de concentration d'emploi de 78,1 % et un taux d'activité parmi les 15 ans ou plus de 46,7 %.
Sur ces 106 actifs de 15 ans ou plus ayant un emploi, 49 travaillent dans la commune, soit 46 % des habitants. Pour se rendre au travail, 82,3 % des habitants utilisent un véhicule personnel ou de fonction à quatre roues, 6,8 % s'y rendent en deux-roues, à vélo ou à pied et 10,9 % n'ont pas besoin de transport (travail au domicile).

### Activités hors agriculture
34 établissements sont implantés  à Saint-Saturnin-de-Lenne au 31 décembre 2019. Le tableau ci-dessous en détaille le nombre par secteur d'activité et compare les ratios avec ceux du département,.
| Secteur d'activité                                                                                        | Commune | Commune | Département |
| Secteur d'activité                                                                                        | Nombre  | %       | %           |
| --- | ------- | ------- | ----------- |
| Ensemble                                                                                                  | 34      |         |             |
| Industrie manufacturière, industries extractives et autres                                                | 14      | 41,2 %  | (17,7 %)    |
| Construction                                                                                              | 5       | 14,7 %  | (13 %)      |
| Commerce de gros et de détail, transports, hébergement et restauration                                    | 7       | 20,6 %  | (27,5 %)    |
| Activités financières et d'assurance                                                                      | 1       | 2,9 %   | (3,4 %)     |
| Activités immobilières                                                                                    | 2       | 5,9 %   | (4,2 %)     |
| Activités spécialisées, scientifiques et techniques et activités de services administratifs et de soutien | 4       | 11,8 %  | (12,4 %)    |
| Administration publique, enseignement, santé humaine et action sociale                                    | 1       | 2,9 %   | (12,7 %)    |

Le secteur de l'industrie manufacturière, des industries extractives et autres est prépondérant sur la commune puisqu'il représente 41,2 % du nombre total d'établissements de la commune (14 sur les 34 entreprises implantées  à Saint-Saturnin-de-Lenne), contre 17,7 % au niveau départemental.

### Agriculture
La commune est dans les Grands Causses, une petite région agricole occupant le sud-est du département de l'Aveyron. En 2020, l'orientation technico-économique de l'agriculture  sur la commune est l'élevage d'ovins ou de caprins.
|               | 1988  | 2000  | 2010  | 2020  |
| ------------- | ----- | ----- | ----- | ----- |
| Exploitations | 41    | 27    | 31    | 30    |
| SAU (ha)      | 2 113 | 2 884 | 3 265 | 3 364 |

Le nombre d'exploitations agricoles en activité et ayant leur siège dans la commune est passé de 41 lors du recensement agricole de 1988  à 27 en 2000 puis à 31 en 2010 et enfin à 30 en 2020, soit une baisse de 27 % en 32 ans. Le même mouvement est observé à l'échelle du département qui a perdu pendant cette période 51 % de ses exploitations,. La surface agricole utilisée sur la commune a quant à elle augmenté, passant de 2 113 ha en 1988 à 3 364 ha en 2020. Parallèlement la surface agricole utilisée moyenne par exploitation a augmenté, passant de 52 à 112 ha.

## Culture et patrimoine

### Lieux et monuments
- Église Saint-Saturnin de Saint-Saturnin-de-Lenne. Datant du XIIIe siècle, XIVe et XIXe siècles  Classé MH (1924)[52].

- Église Saint-Jean-Baptiste de La Roque-Valzergues
- Reste du Château et ancienne chapelle du château devenu église du village de La Roque-Valzergues[53].

### Manifestations culturelles et festivités
- La Fête votive a lieu le 3e week-end de juillet (du vendredi au dimanche).

### Personnalités liées à la commune
- Charles Ginisty, prélat catholique français, évêque de Verdun durant les Première et Seconde Guerres mondiales.

### Héraldique
Saint-Saturnin-de-Lenne
| Blason | Blasonnement : Parti : au 1er coupé au I d’or au rencontre de taureau de sable allumé du champ et au II d'argent au rameau d’olivier de sinople ployé an bande et à la lettre capitale S de gueules brochant en cœur, au 2e de gueules au roc d’échiquier d’or sommé d’une fleur de lis du même. Commentaires : Le taureau représente le martyre de saint Saturnin de Toulouse, le S, l'initiale de Saturnin et le rameau d'olivier, la palme de son martyre. |

La Roque-Valzergue
| Blason | Blasonnement : La Roque-Valzergues : De gueules à une fleur de lys d'or soutenue par un roc d'échiquier du même. |